# Demaniella florisbella
Demaniella florisbella är en rundmaskart. Demaniella florisbella ingår i släktet Demaniella och familjen Diplogasteridae. Inga underarter finns listade i Catalogue of Life.